# 多肥站
多肥站（日语：／ Tahi eki */?）是一個位於日本香川縣高松市、屬於高松琴平電氣鐵道（琴電）琴平線準備興建中的鐵路車站，車站編號為K05A。本站是繼伏石站之後，另一個因應高松市應對琴平線三條站至佛生山站雙線化後加強鐵道運輸而提出的新建車站，預計2026年度開業。

## 概要
2016年3月，高松市發表了在太田～佛生山之間興建新車站的構想，位置設於香川縣道147號架空橋之下方。然而，由於新站位置與太田站只有450米的距離，站距似乎太短，因此曾提出三個建議：太田站與新站並存、太田站與新站選擇性停車，以及興建新站但廢掉太田站。最終決定採取太田與新站並存及全停車的方案。
然而，因着複線化的先後次序，三條至太田一段最先於2020年11月完工，及後伏石站亦開業，栗林公園～三條一段現時亦已動工之際，太田～佛生山一段仍然未有動工跡象，雖然在本站的工地上早已放置了備用路軌，工地附近的道路亦已豎立起禁止通行告示，並寫着工程將至2026年3月31日為止；琴電本身亦希望這段複線路段能與栗林公園～三條複線化工程同時完成，但能否在本站開業時完成仍未能確定。
2025年1月17日，琴電正式宣佈本站旳站名為「多肥」，採用原因是依從以車站所在位置的社區而命名。

## 車站結構

### 站房
從琴電發放的構思圖，站房將會設置於東側，設有站務室及驗票口，西側亦會設有簡易出入口，至於東、西兩側均會設置交通廣場，其中東口設有巴士站、的士站及停車場；西口亦會設置巴士站，方便近郊範圍的乘客在此轉車。整個車站建設預算費用為7億9000萬日圓，將會由中央政府、香川縣及高松市三方承擔；至於兩個站前廣場的整理及興建費用則為約10億日元。

### 月台
將設置2個側式月台，可容納4輛編成的列車停靠，兩月台之間以平交道連接，同時設有梯級及無障礙斜道出入月台和平交道。

## 歷史
- 2025年1月17日：琴電公佈新車站命名為「多肥站」[7]。
- 2026年度：預計車站開業。

## 相鄰車站
高松琴平電氣鐵道（琴電）
■琴平線
太田 (K05) - 多肥 (K05A) - 佛生山 (K06)

## 外部連結
- 高松市政府有關琴電新站（太田～佛生山站間）整備事宜 （页面存档备份，存于）（日語）